# スーパーマリオスタジアム (ゲームソフト)
『スーパーマリオスタジアム』は、任天堂が発売したスポーツゲームで、マリオシリーズのキャラクターを使用した野球ゲームソフトのシリーズ。

## 概要
スーパーマリオシリーズのキャラクターたちによる野球ゲーム。
登場キャラクターが非常に多く、マリオシリーズではダントツで多い。その中から9人メンバーを選んで試合を行う（代打、代走はなし）。
なお、両作ともに競技名のゲーム内表記は「ベースボール」であり、日本版においても「野球（やきゅう）」という用語は一切登場しない。

## スーパーマリオスタジアム ミラクルベースボール
『スーパーマリオスタジアム ミラクルベースボール』（Mario Superstar Baseball）は、2005年7月21日に任天堂が発売したニンテンドー ゲームキューブ用野球ゲーム。アメリカでは同年8月29日に発売。『ドンキーコンガ』シリーズや『スターフォックス アサルト』と同じくナムコ（後のバンダイナムコエンターテインメント）が開発に関わっているため、操作性は『ファミスタシリーズ』に近いものとなっている。また野球ゲームを多く制作しているナウプロダクションも関わっている。

### 概要
選択できるスタジアムは、マリオスタジアムなど6種類。また、ミニゲームもあり、それぞれが野球の特徴をいかしたものになっている。
NOW LOADING画面には、ファミコン時代のマリオが表示されるものがある（複数パターンが存在する）。

### ゲームモード

#### エキシビジョン
好きなメンバーを選んで、2人でもしくは1人とコンピュータと試合を行う。 ただし同じキャラクターを選択することはできない。

### スタジアム
マリオスタジアム
仕掛けが一切ない正統派なスタジアム。
ピーチガーデン
ピーチ城の中庭に設けられたスタジアム。
上空にはレンガ、透明、鉄、♪の4種類のブロックが浮かんでおり、これにボールが当たると打球が変化したり、はね返されたりする。しかしレンガと透明はボールを当てると壊れてチームスターを獲得できる。
またセンターは非常に高いピーチ城の城壁なので、ホームランを狙うのが非常に困難。外野にある植え込みや噴水は、ボールの勢いを落とす性質もある。
ワリオパラダイス
ワリオが勝手に作った砂漠の中のスタジアム。
ボールが竜巻発生装置に近づくと、ボールの飛ぶ方向が変わる。両翼にワンワンがおり、飛んできたボールを跳ね返す他、守備がワンワンにぶつかるとしばらく行動不能になる。
外野にある盛り上がった砂山に打球を当てると、チームスターを獲得できる。
ヨッシーパーク
ヨッシーアイランドの世界観を思わせるようなスタジアム。
外野には2種類のパックンフラワーがおり、赤いパックンフラワーは打球が近づくと食べてしまい、不規則に吐き出される。また守備がパックンに当たると弾かれる。
一方黄色いパックンフラワーは、打球を当てるとチームスターを獲得できる。
全スタジアムで最もフェンスが低く、一番本塁打が出やすい。
ドンキージャングル
ジャングルの中に設けられたスタジアム。
外野を転がるタルに当たると、弾き飛ばされてボールを落としてしまうだけでなくしばらく行動不能になる。
また川にはクラップトラップが潜んでおり、守備に噛みつくと移動速度が遅くなってしまう。しかしクラップトラップに打球を当てるとチームスターを獲得できる。
クッパキャッスル
隠しスタジアム。クッパ城の中のスタジアム。
外野にある3か所の網目下にある溶岩からバブルが吹き出し、これに触れるとしばらく行動不能になる。またライトとレフトのフェンスにはドッスンが居座り、ホームランを遮ってくる。
スターパネルが多く、全スタジアムでチームスターを獲得できる機会が一番多いのも特徴。ファールにある網目がない溶岩に打球が入るとエンタイトル2ベースになる。

### 登場キャラクター
登場キャラクターは大きく「メインキャラクター」と「サブキャラクター」に分かれる。
メインキャラクターはエキシビジョンでキャプテンに選択することができ、後述する独自の「スペシャル技」（スペシャルボール・スペシャルショット）を繰り出すことができる。

サブキャラクターにもスペシャル技は存在するが、スペシャルボール・スペシャルショットにそれぞれ3種類が存在するのみ。

スペシャル技を繰り出す場合は「チームスター」が必要になり、キャプテンだと1個、サブキャラクターだと1個、キャプテン以外のメインキャラクターだと2個消費する。

また、スペシャルボールはバッターに打たれようが、スペシャルショットはキャッチされようが空振りしてストライクになろうが、チームスターを消費するので注意。
選手の能力は投球、打撃、守備、走塁に分けられ、そこから更に12種類のパラメータに細分化されている。
「特殊プレイ」とは、全てのキャラクターが持っているアクション。

試合中に発揮すれば有利となるアクション。ただし、試合中にはヒント等は表示されないので予め認識して覚えておく必要がある。
各キャラの投打における利き手はあくまでもデフォルトであり、変更は自由にできる。ただし両打ち（スイッチヒッター）は不可能。

#### メインキャラクター
チームのキャプテンとメンバーの組み合わせでチーム名が変わる。チーム名は1人のキャプテンにつき4種類。
ただし、メンバーごとによる能力差やメンバーの相性を除いて、チーム名自体は強さには影響しない。

##### バランスタイプ
全ての能力が平均的なキャラ
マリオ
打撃6・投球6・守備6・走塁5　右投げ右打ち　特殊プレイ：カベジャンプ・スライディングキャッチ
バランスが取れたオールラウンドプレーヤー。初心者向けで扱いやすいキャラクターの1人。
打撃ではルイージより少しだけミート力では劣る代わりに、長打力では勝る。最大までチャージすればバックスクリーンでもホームランを狙うことも可能でありルイージ少しだけパワータイプに近い。
特殊プレイは、どのキャラクターでも可能なダイビングキャッチよりも長い距離を飛んで捕球できるスライディングキャッチと、カベを使って三角跳びをすることでより高い打球を捕球カベジャンプ。肩はルイージより若干強い。
ルイージ
打撃5・投球6・守備6・走塁6　右投げ左打ち　特殊プレイ：カベジャンプ・スーパージャンプ
マリオ同様、初心者向けの扱いやすいキャラクター1人。バッティングフォームはどこか違う一本足打法である。前の塁に戻る必要がある時はブレーキが弱いのが難点。
バランスタイプのメインキャラで最も足が速く、打撃でもマリオより少しだけミート力で勝っており、マリオより少しだけスピードタイプに近い。
ジャンプが得意で、特殊アクションがカベジャンプ・スーパージャンプと二つともジャンプを繰り出すものとなっている。マリオと共通するカベジャンプは、ルイージの方が足が速い分外野に向いていると言える。但し肩はマリオより若干弱い。
スーパージャンプは、どのキャラクターでも可能なジャンプキャッチより高く飛べる。カベジャンプとは異なり場所を選ばないので、内野に待機して外野に飛ぶボールを阻止することも可能。
デイジー
打撃6・投球7・守備5・走塁4　右投げ左打ち　特殊プレイ：スライディングキャッチ・クイックスロー
本作の中でも優れたキャラクターの1人であり、初心者向けで扱いやすい。バランスタイプの中では最も投球能力が高いキャラ。ピッチングはいわゆるアンダースローで投げる。
打撃に関してもマリオと遜色ないレベルとなかなかのもの。マリオとは長打力で少し劣るがミートで少し勝る。ピーチがミート重視なのに対しデイジーはパワーとミートがバランスよく高い。
特殊プレイは捕球後に素早く送球できるクイックスロー。もう1つのスライディングキャッチはマリオと共通だが、クイックスローとの相乗効果が強力。また移動速度で劣るため重要度が増している。
キャサリン
打撃6・投球4・守備4・走塁4　右投げ右打ち　特殊プレイ：すいこみ・たいあたり
相性の良いヘイホーとは、『ドキドキパニック』で初登場した仲。
メインキャラクターにしてはそれほど能力は高くない。バランスタイプだが能力的には打撃を得意とし、パワータイプに近くバランスタイプで最も長打力が高い。
すいこみはキャサリン専用の特殊プレイで、飛んできたボールをキャサリンの口で吸引してしまうという優秀なプレイ。
弾丸ライナーであろうがファールになるボールであろうが吸い込んでしまう。守備範囲はヨッシー程でないが広く、肩はヨッシーよりも強い。
もう1つのたいあたりは、進塁中のクロスプレイで野手に体当たりし跳ね飛ばす。まともに狙うのはリスキーだが、成功すれば守備の相手は気絶するので更に進塁が望める。

##### テクニックタイプ
投球・守備能力が高いキャラ
ピーチ
打撃4・投球8・守備7・走塁5　右投げ右打ち　特殊プレイ：クイックスロー・スーパーキャッチ
投球能力がかなり高く、守備能力もメインキャラ中No.1。特に優秀なのは変化量とキレ。球速も平均以上を誇る。
バッティングフォームは神主打法に見えるが、長打よりも小技を生かして繋ぐタイプであり、メインキャラで最も流し打ちに長けている。
デイジーと比べて打撃は劣るが、走力では勝る。投打両面で非常に器用なキャラである。また全キャラで相性の良いキャラが6人（色違い同一）と最も多い。
特殊プレイは、エラーすることなく打球を確実にキャッチするスーパーキャッチ。ただしマリオとルイージのスペシャルショットであるファイアショットだけは捕球できない。
もう1つはデイジーと共通するクイックスロー。相性の良いキャラが多い分より強力になりやすいと言える。またクイックスローがあるのはピーチとデイジーのみで、内野にこの2人がいれば素早くボールが回せる。
ワルイージ
打撃4・投球9・守備4・走塁4　左投げ左打ち　特殊プレイ：レーザービーム・スーパージャンプ
投球能力は一級品で、変化球は大きく曲がる上に、速球の球速も比較的速い。
それと大きな特徴は、チャージすると逆にパワーが落ちるというひねくれた打撃能力。しかしチャージをしなかった場合でのミート力は高く、ヒットを狙いやすい。
しかし投球以外の3能力は高くなく、足が長いのに走塁も意外と低い。投球のときに打者にデッドボールを当てると不貞寝する。
特殊プレイは、ホームへ向かうランナーがいる時にキャッチャーへ送球すると、ホームへの返球が速くなるレーザービーム。
もう1つのスーパージャンプと併せて外野手に向いているように見えるが、走塁はあまり高くなく肩もあまり強くない上、相性の悪いキャラが6人（色違い同一）とかなり多め。

##### スピードタイプ
打撃能力が低く、走塁能力が高いキャラ
ヨッシー
打撃5・投球4・守備6・走塁9　右投げ左打ち　特殊プレイ：よじのぼり・ベロキャッチ
足の速さはメインキャラ中No.1。ピッチング時はいわゆるトルネード投法で投げる。
打撃はパワーこそやや乏しいがそれを充分補う、俊足で内野安打や長打も狙いやすくスピードタイプでは打撃力が高い方である。
ベロキャッチはヨッシー専用の特殊プレイで、ヨッシー自慢の長い舌で遠くの打球を捕球できるプレイ。足の速さを活かせば広範囲の守備を任せられる。
もう1つのよじのぼりは、壁を上って長打をキャッチできるプレイ。カベジャンプとは異なり自由に移動することが可能だが、壁が低いなら普通にジャンプをした方がいい。
足の速さ、ベロキャッチ、よじのぼりにより外野に適しているが、肩はあまり強くないのでその後の送球に注意。よじのぼりが活かせなくなるが、内野での守備も任せられる。
ディディーコング
打撃3・投球6・守備7・走塁7　右投げ左打ち　特殊プレイ：よじのぼり・スーパーキャッチ
ヨッシーに次ぐ足の速さで、守備能力もピーチと並んでメインキャラ中No.1。俊足を生かした外野守備を得意としている。
ただし打撃力はメインキャラ中で最低で、打撃関連の全てのパラメーターが平均以下。ワルイージ程極端ではないが、チャージすると逆にパワーが落ちてしまう。ピッチャーとしても、変化量が高いが他はあまり高くない。
特殊プレイのスーパーキャッチが強力で、よじのぼりがあるのに加えて、貧弱なイメージに反して肩の力はマリオ並と決して低くないため、内野でも外野でも守備範囲が広い。

##### パワータイプ
守備・走塁能力が低く、打撃・投球能力が高いキャラ
ドンキーコング
打撃8・投球7・守備4・走塁4　右投げ左打ち　特殊プレイ：よじのぼり・レーザービーム
バットを使わず、打撃ではボクシンググローブで直に殴る。バンドのときは腕に当てる。デッドボールを食らうと投手に向かっていく。ピッチングはいわゆるサイドスロー。
パワー自慢だが、力を溜める時間が長くミート力はかなり低い。ホームランバッターかつパワーピッチャーだが、器用な方であり肩も強く、走塁は低めとはいえパワータイプではクッパJr.と並んで一番高い。
走塁は低めだが、よじのぼりがあるのに加えて肩の強さからのレーザービームは剛速球になり、外野にもなかなか適している。内野であればサードに向いている。打つのも守るのも投げるのもこなせる、本作の中でも優れたキャラクターの1人。
クッパ
打撃9・投球9・守備1・走塁1　右投げ左打ち　特殊プレイ：レーザービーム・たいあたり
典型的なホームランバッターかつパワーピッチャーでドンキーコング以上にその傾向が顕著。打撃のときは片手打ちで、デッドボールを食らうと投手をにらみつける。
足は非常に遅く守備も不得意だが、長打力と球速はメインキャラ中No.1。弾道も高いのでしっかりと打つことができれば間違いなくホームラン級の打球になる。
しかしミートカーソルが大きい故に打ち損じの可能性が多く、大きな体のせいで打席内をほぼ左右にしか動けない。そのため変化球にも対応しづらい。
ドンキーコングと同じく特殊プレイがレーザービームで肩の強さから剛速球だが、規格外の鈍足さが災いして外野にはまるで向かない。
もう1つのたいあたりは、成功さえすれば見返りが大きい。しかし鈍足のため、無理な進塁は試みない方がいい。
また相性の良いキャラがかなり多いが、相性の悪いキャラも8人（色違い同一）と全キャラで最も多い。ピッチャー以外ならば、肩の強さからキャッチャーに向くと言える。
ワリオ
打撃8・投球3・守備4・走塁3　右投げ右打ち　特殊プレイ：スライディングキャッチ・たいあたり
持ち前の長打力を生かした打撃が得意だが、それ以外の能力は平均以下。
また打撃に関してもホームランは狙えるものの、弾道は高くないため二塁打になることも多い。投球に関しては、球威だけはクッパに迫るほど高い。
スライディングキャッチはワリオの鈍足を補える特殊プレイだが、足が遅い分、取り損ねた際のリスクが大きい。
クッパJr.
打撃8・投球5・守備3・走塁4　左投げ右打ち　特殊プレイ：カベジャンプ・たいあたり
クッパと同様に打撃能力が高く、クリーンナップも十分任せられる。
走塁は低めとはいえパワータイプではドンキーコングと並んで一番高く、クッパよりバランスが良いためホームランにならなくても対応しやすい。
特殊プレイのカベジャンプは『スーパーマリオサンシャイン』でも発揮したアクション。

#### サブキャラクター
※は隠しキャラで、チャレンジモードでそのキャラが所属するチームのストーリーをクリアすると使用可能になる。
なお、（）内に複数キャラがあるものは派生キャラとなり、能力が多少変動している。ハンマーブロス系のみ、弾道も変わる。

##### バランスタイプ
- キノピオ（あおキノピオ、きいろキノピオ、みどりキノピオ、むらさきキノピオ）
- ヘイホー（あおヘイホー、きいろヘイホー、みどりヘイホー、くろヘイホー）
- クリボー
- ノコノコ（あかノコノコ）

##### テクニックタイプ
- キノじい
- カメック（あかカメック、きいろカメック、みどりカメック）
- テレサ
- パタパタ（みどりパタパタ）
- カロン（グリーンカロン、ブラッディカロン、ブラックカロン）
- ディクシーコング ※

##### スピードタイプ
- あおマーレ（あかマーレ、みどりマーレ）
- パタクリボー
- ベビィマリオ
- チョロプー ※
- キノピコ ※
- ベビィルイージ ※

##### パワータイプ
- あおモンテ（あかモンテ、きいろモンテ）
- キングテレサ
- ボスパックン ※
- ハンマーブロス（ブーメランブロス、ファイアブロス） ※

### スペシャル技
いわゆる必殺技。メインキャラクターは、投球・打撃でスペシャルボール・スペシャルショットを使用できる。使用する際は、パワースターが必要であり、キャプテンは1つ、他のメインキャラクターは2つ必要である。

パワースターは最大5個で最初に組んだチームの相性で数が決まる。それ以降は定期的にスターチャンスなるものが登場しその時に、バッターが塁に出たらバッター側に、バッターをアウトにしたらピッチャー側に1個入ることになる。

チャレンジモードで同チームとなるメインキャラクター二人のスペシャル技は基本的に効果は一緒だが、一部違う部分がある時がある。
マリオ
投球 - ファイアボール：炎を纏った剛速球のボールを投げる。
打撃 - ファイアショット：炎を纏ったボールをライナー弾道で打つ。守備陣は炎が消えないうちに捕ろうとするとヤケドモーションを起こして強制的に落とす（スーパーキャッチ持ちでも捕れない）。
ルイージ
投球 - ファイアボール：炎を纏った剛速球のボールを投げる。
打撃 - ファイアショット：炎を纏ったボールをゴロにして打つ。守備陣は炎が消えないうちに捕ろうとするとヤケドモーションを起こして強制的に落とす（スーパーキャッチ持ちでも捕れない）。
マリオとルイージのスペシャル技の違い
マリオのスペシャル打撃はライナーで飛ぶので長打になりやすい反面、キャッチされるとアウトになる可能性がある。ルイージはゴロになるのでほぼ単打になる代わりに、ほとんどアウトにならない。

ピーチ
投球 - ハートボール：ハートを纏わせることでボールを見えにくくする。
打撃 - ハートショット：ハートを纏わせることで打ったボールを見えにくくし、さらにボールの着地点も消す。ただし、守備についている野手が着地点に近づいていた時のモーションは消せない。
デイジー
投球 - フラワーボール：花びらを纏わせることでボールを見えにくくする。球速はピーチのハートボールより遅い。また、盗塁を合わされると走者の足が速ければホームスチールすら許してしまう。
打撃 - フラワーショット：花びらを纏わせることで打ったボールを見えにくし、さらにボールの着地点も消す。ただし、守備についている野手が着地点に近づいていた時のモーションは消せない。
ヨッシー
投球 - タマゴボール：卵型のボールを地面に投げつけることで不規則なバウンドをするボールを投げる（実世界でこのようなボールが投げられた場合、本来はボールであるが、ストライクになる）。
打撃 - タマゴショット：卵型のボールを打ち返すことで不規則なバウンドをするボールを内野内かつ小フライ気味に打つ。
キャサリン
投球 - ピンクボール：卵型のボールを地面に投げつけることで不規則なバウンドをするボールを投げる（ヨッシーのタマゴボールと同じく、実世界では本来ボールであるが、ストライクになる）。
打撃 - ピンクショット：卵型のボールを打ち返すことで不規則なバウンドをするボールを内野奥、あるいは外野前に小フライ気味に打つ。ヨッシーよりも遠くに飛ぶ性質がある。
ヨッシーとキャサリンのスペシャル技の違い
ヨッシーのスペシャル打撃は内野内に飛ぶに対して、キャサリンは内野奥、または外野前に飛ぶ性質にある。

ワリオ
投球 - インチキボール：分身魔球のようにボールを2つにして投げることで相手を惑わせる。途中から1つになる。
打撃 - インチキショット：打ち返したボールを2つにすることで守備陣を惑わせる。落下地点も表示されず、ダミーを捕ると動けなくなる。ワルイージのウソツキショットよりも遠くに飛ぶ性質がある。
ワルイージ
投球 - ウソツキボール：分身魔球のようにボールを2つにして投げることで相手を惑わせる。途中から1つになる。
打撃 - ウソツキショット：打ち返したボールを2つにすることで守備陣を惑わせる。ワリオのインチキショットと同じく、落下地点も表示されず、ダミーを捕ると動けない。
ワリオとワルイージのスペシャル技の違い
ワリオのスペシャル投球は初めから二つに分裂して、途中で分身が消えるに対して、ワルイージは中間あたりから中央らへんで二つの分身が合体し、多少曲げられるようになる。また、打撃もワリオは外野方面に行きやすい。
各キャラクター中、唯一両方ともスペシャル技に明確な違いがある二人。

ドンキーコング
投球 - バナナボール：バナナのような軌道を描いたボールを投げる。
打撃 - バナナショット：バナナの形のように曲がるボールを打ち返す。
ディディーコング
投球 - ブーメランボール：バナナのような軌道を描いたボールを投げる。ドンキーのバナナボールに比べると曲がる幅が少ない。
打撃 - ブーメランショット：バナナの形のように曲がるボールを打ち返す。
クッパ
投球 - キラーボール：ミットの寸前で一度円を描いて一周しそのあと急加速するボールを投げる。
打撃 - キラーショット：キラーの形をしたボールを打つ。このボールを取ったキャラは勢いで大きく後退し、約5秒間、動作が不可能になる。
クッパJr.
投球 - キラーJr.ボール：ミットの寸前で一度円を描いて一周しそのあと急加速するボールを投げる。加速するタイミングはクッパのキラーボールよりも若干早い。
打撃 - キラーJr.ショット：キラーの形をしたボールを打つ。このボールを取ったキャラは勢いで大きく後退し、約5秒間、動作が不可能になる。
ちなみに、キラーの海外名は「Bullet Bill」であるが、クッパとクッパJr.のスペシャル技の名称においては「Killer」となっている。
サブキャラクター
メインキャラクターの場合は、ボールが様々なものに変化するが、サブキャラクターの場合は、普通のボールに特殊効果が少しついただけのものである。
ただしチャレンジモードでは、メインキャラクターも特定のアイテムを買わないと特殊な効果が少しつくだけのものにしかならない。
効果は以下の3つずつで各キャラクターに割り当てられている（色によって変動する）。
投球
変化タイプ
ボールが普通より大きく曲がる。
直球タイプ
ノビがある速いボール。
チェンジアップタイプ
ボールがミットの寸前で速度が急激に落ちる。

打撃
ゴロタイプ
打つとボールがゴロになる。
フライタイプ
打つとボールがフライになる。
ブーメランタイプ
打つとボールがブーメランのように曲がる。

### 特殊プレイ
スライディングキャッチ
普通のスライディングキャッチよりより長く飛び込む。
スーパージャンプ
ジャンプキャッチの跳躍が非常に高くなり、高く飛んでいるボールを取れる。反面、着地までに時間がかかる弱点も。
カベジャンプ
フェンスを蹴って高く飛び、フェンス際のボールを取る。用途の都合上、実質外野を守っている時だけ使える。
クイックスロー
ピーチ・デイジー専用守備特殊プレイ。素早いモーションで送球ができる。
スーパーキャッチ
マリオとルイージのスペシャルショット『ファイアボール』以外の打球を100%キャッチする。
ベロキャッチ　すいこみ　まほうキャッチ
左からヨッシー、キャサリン、カメック専用特殊守備プレイ。立っている位置から向いている方向めがけてボールを専用アクションでキャッチする。
よじのぼり
フェンスに張り付いて移動し、フェンスにぶつかる打球をキャッチできる。その性質上、外野を守っている時だけ使える。
たいあたり
クロスプレーで体当たりをする時があり、守備についている野手のボールを落とさせ、強引にセーフにさせることがある。
なお、本作発売後に現実の野球で導入されたコリジョンルールでは違反行為となる特殊プレイである。
レーザービーム
三塁まで到達したランナーがいる状態になると本塁への送球する際の球のスピードが大幅に上がる。
ボールダッシュ
ボールを持っている間、足の速さが大幅に上がる。

#### チャレンジモード
ある日、クッパがマリオたちに野球の挑戦状を送りつけてきた。クッパに挑戦するチームを決めるため、野球で勝負することに。
レベル（難易度）は「キノコレベル」「フラワーレベル」「スターレベル」「スペシャルレベル」の4段階で、後者であるほど難易度が高い。
『マリオサンシャインズ』・『ピーチキングダム』・『ワリオグレーツ』・『ヨッシーアイランズ』・『ドンキーコングス』のうち、操作する1チームを選んでスタート。
他の4チームと試合を行い、相手チームの選手を仲間にしたり、コインを集めてアイテムを買う。他の4チームに勝利できれば『クッパモンスターズ』と試合ができるようになり、そちらに勝利すればクリア。
試合では相手のキャラクターを仲間にできる。仲間にするには、試合中に出てくる「スカウトミッション」をクリアして該当するキャラクターのフラッグを全て獲得し、試合に勝つ事。なおコールド勝ちすれば、フラッグを全て獲得してないキャラクターも仲間になる。レベルが高いほど、またメインキャラクターであるならば、必要なフラッグは多くなる。
各チームのキャプテンを仲間にすると、フィールドに白旗が立ちチームが解散する。解散したチームとはもう試合をすることはできない。
なおこのチャレンジモードでは、各キャラクターに上記スカウトミッションとは別の「スターミッション」を達成できる。詳細後述。
また、たまにマップ上をクッパJr.がうろついているときがあり、接触すると『Jr.ファングス』と強制的に試合が始まる。Jr.ファングスとの試合は他の試合とは異なりプレイヤーが操作する地点で試合が進んでおり、9回目からのハーフイニングで試合が終了する。また解散したチームで仲間にし損ねたキャラクターはこのクッパJr.のチームに加わるため、ここで仲間にすることが可能。Jr.ファングスとの試合で勝てばコイン100枚を得られ、負けるとコインを半額失う。対戦フィールドは、クッパJr.と接触した場所からマップ上で一番近い場所になる。
『クッパモンスターズ』に勝利をすればクリアとなりゲームは終了するが、そこから再度始めると最初からスタートできる。再度始めた際はキャプテンとレベルを変えることができ、スターミッションのクリア状況等も引き継がれる。
また最後に戦うのが『クッパモンスターズ』であるという都合上、このチームの4キャラクターは仲間にすることができない。

また、ある条件を満たすと『クッパモンスターズ』も選択可能になる。マリオ達が野球を楽しんでいるのを見て、うらやましくてしかたがなかったクッパは挑戦状を送りつけたものの、なかなか挑戦に来ないマリオたちに業を煮やした（もとい挑戦状を送ってまだ間もないが待てなかった）クッパは、自ら出向きマリオたちを倒して回る。
最後は自身のクッパ城がマリオたちに占拠されてしまい、取り戻すためにメインキャラクターのみで構成された『マリオファイアボールズ』と対戦。
上記5チームを選択した場合は5チームに勝利でクリアになるが、このチームを選択した場合にのみ、通常チーム5チーム全員を相手にしてから最終戦を勝利する必要があるため、最低でも6戦する必要がある。
最後に戦うのがメインキャラクター率いる『マリオファイアボールズ』である都合上、メインキャラクターを仲間にすることができず、サブキャラクターの性能をどれだけ上手く生かせるかが試される。またクッパJr.はチームにいるため、マップ上にクッパJr.がうろつくことはない。
なお『マリオファイアボールズ』のメンバーはマリオを除いたメインキャラクター9人の中からランダムで1人除外した9人メンバーとなる（マリオはキャプテンである都合上、必ず登場かつ、3番ピッチャー固定）。

### チームメンバー
太字はメインキャラクター。普通文字はサブキャラクター。
色違いが存在するサブキャラクターはゲーム開始時は別キャラとしてメンバーにいるが、この編成はエキシビジョンではできないためか、一度でもそのキャラをチームから省いてしまうとゲームクリアまで元のメンバーに戻すことはできなくなる。同様に、別キャラとしてメンバーにいるのはゲーム開始時のみであるため、後に仲間に加えたメンバーを色を変えて複数編成することはできない。
上記通り、試合の最中にスカウトミッションで相手メンバーを誘うことが可能。スカウトミッション達成でメンバーが抜けて、なおかつチームが解散していない場合は、次の試合からは色違いのあるサブキャラクターが重複してチームに加わる。
ここではチームの初期特色も軽く解説する。
※は隠しキャラで、チャレンジモードでそのキャラが所属するチームのストーリーをクリアすると使用可能になる。
『マリオサンシャインズ』
マリオ
ルイージ
チョロプー※
あおモンテ（あかモンテ、きいろモンテ）
あおマーレ（あかマーレ、みどりマーレ）

『ピーチキングダム』
ピーチ
デイジー
あかキノピオ（あおキノピオ、きいろキノピオ、みどりキノピオ、むらさきキノピオ）
キノピコ※
キノじい

『ワリオグレーツ』
ワリオ
ワルイージ
カメック（あかカメック、きいろカメック、みどりカメック）
テレサ
キングテレサ
ボスパックン※

『ヨッシーアイランズ』
ヨッシー
キャサリン
ヘイホー（あおヘイホー、きいろヘイホー、みどりヘイホー、くろヘイホー）
ベビィマリオ
ベビィルイージ※

『ドンキーコングス』
ドンキーコング
ディディーコング
ディクシーコング※
クリボー
パタクリボー
ノコノコ（あかノコノコ）
パタパタ（みどりパタパタ）

『クッパモンスターズ』
クッパ
クッパJr.
カロン（グリーンカロン、ブラッディカロン、ブラックカロン）
ハンマーブロス（ブーメランブロス、ファイアブロス）※

### その他のチームメンバー
『マリオファイアボールズ』
マリオ
ルイージ
ピーチ
デイジー
ワリオ
ワルイージ
ヨッシー
キャサリン
ドンキーコング
ディディーコング
ベースボールのルールの都合上、実際に試合を行うのは上記10人のうちからランダムで9人となる。
（キャプテンのマリオが抜けることはない。）
またマリオのみ必ず3番ピッチャーで、他のメンバーは打順・ポジション共にこちらもランダム。

『Jr.ファングス』
クッパJr.
カロン（グリーンカロン、ブラッディカロン、ブラックカロン）
デフォルトのメンバーで同じカロンがメンバーに存在する。
（キャプテンのクッパJr.が抜けることはない。）
また上記通り、解散したチームで仲間にし損ねたキャラクターがいる場合は、カロンが抜けてチームに加わる。

### スターミッション
チャレンジモードでは、各キャラクターに上記スカウトミッションとは別の「スターミッション」があり、すべて達成し最後のチームを倒すと、エキシビジョンでスターキャラとして使えるようになる。
スターミッションは2つ達成するごとに後述のステータスが増していく。キャプテンキャラはミッションの数が多く、難しいミッションが多い。また特定のレベル以上でないとクリアできないスターミッションも存在する。
スターミッション達成で上昇するステータス
ミート
打球がヒットになる確率
パワー
打球が長打になる確率
肩
送球の速さ
走力
足の速さ
球速
投球時のボールの速さ
球威
投球時のボールの重さ
変化量
変化球の曲がりやすさ
キレ
変化球の曲がるスピード
スターミッションの数はキャラクターによって異なり、4個～10個存在する。スターミッションは2つ達成するごとに上記ステータスが全て%でアップ（球速のみ%でなく速度（㎞/h）が上昇）する。
スターミッションの数が4個のキャラクターは最大で+20%、スターミッションの数が10個のキャラクターは最大で+30%も上昇する。

### トイフィールド
最大4人まで対決可能。野球盤のような雰囲気のステージで、コインを稼ぐ。

### ミニゲーム
野球がメインとなるミニゲームで、全部で7つある。チャレンジモードと同様、レベル（難易度）は「キノコレベル」「フラワーレベル」「スターレベル」「スペシャルレベル」の4段階で、後者であるほど難易度が高い。
はなび / スタジアム：マリオスタジアム（ナイト）
飛んでくるボムへいを打ち返しポイントを稼ぐ。いわゆるホームラン競争である。キノコ、フラワー、スター、ファイヤーボールの順で速くなり、ランダム、ボムキングもある。また、連続で打ち返すと15点×連続数のボーナスポイントがもらえ、ボムキングを打ち返すと、200点もらえる。ファイヤーボールをホームランにすると他の弾より派手な花火が打ちあがる。1人プレイ時は10球以内に指定された得点を超えればクリア、複数人対戦時は1人3球×3ターンで最も得点を取ったプレイヤーが勝利となる。なお、1人プレイのスペシャルレベルでは10球ノーミスだと延長戦に入る（途中でミスをするか、合計20球打ったら終了）。
ブロックショット / スタジアム：ピーチガーデン
ボールを投げブロックに当てると、枚数に応じてポイントがもらえる。クッパブロックにぴったりで壊すとポイントが半分（減った分は他のプレイヤーに均等に配分される）になり、♪（おんぷ）ブロックにぴったりで壊すと100ptsもらえる。1人プレイのスペシャルレベルでは、持ち玉3球での得点を競う。♪ブロックに当てると+2球（最高3球までしか増えない）、クッパブロックに当てると得点が減らない代わりに-1球となる。複数人対戦時は、1人1球×3ターンで最も得点を取ったプレイヤーが勝利となる。
ワンワンがころんだ / スタジアム：ワリオパラダイス
だるまさんがころんだの要領でフィールド上にある宝石を取る。フィールド中央で鼻ちょうちんを出して寝ているワンワンに気づかれないようにして取る。鼻ちょうちんが割れた時に動いていると、ワンワンに突進されて宝石を半分失ってしまう。大きい宝石は小さい宝石10個分である。宝石を取れば取るほど走る速度が上がるが止まりにくくなる。たまにキノコが出てくるが、スピードアップしてしまうため上手く止まったとしても、突進される時がある。制限時間60秒（1人プレイのスペシャルレベルは90秒）で一番多くの宝石を取ったプレイヤーの勝利となる。
パックンパニック / スタジアム：ヨッシーパーク
3つの土管から出てくる赤、青、黄色、緑のパックンフラワーをタマゴを使って攻撃する。またタマゴはそれぞれの色のパックンフラワーに対応しており、対応した色でないと倒すことはできない。もし間違えるとパックンフラワーがファイヤーボールで反撃をしてくる。その時にしゃがんでないとふっとばされてしまう。また、ときどき出てくる紫のデカパックンはボーナスで、どのタマゴでも得点になる。ときどき出てくるボムへいは、パックンフラワーに攻撃すれば多くポイントがもらえる。対応するパックンフラワーがいない場合はタマゴを捨てることも可能。ボムへいを捨てた場合はプレイヤーに直接当てることができる。制限時間60秒（1人プレイのスペシャルレベルは90秒）で一番多くのポイントを取ったプレイヤーの勝利となる。
バレルヒッター / スタジアム：ドンキージャングル
赤、青、黄色のタルをボールを打ち返して破壊する。破壊するとポイントがもらえる。その時、ボールが当たったタルの近くに同じ色のタルがあると『ぷよぷよ』のように破壊できる。また2個以上のタルを破壊するたびにメーターが上がっていき、MAXになると茶色のボーナスタルが出てきて、それを破壊すると、画面全部のタルが破壊でき、1人プレイのスペシャルレベルでは球が3個増える。ただしボーナスの効果があるのは落下してきたターンのみで、それを逃すと普通の茶色のタルになってしまう。複数人対戦時は1人5球×3ターンで最も得点を取ったプレイヤーが勝利となる。
スターダッシュ / スタジアム：クッパキャッスル
フィールド中央のツボからでてくるアイテムをとり、ポイントを稼ぐ。アイテムは、コイン、スター、コイン袋、キノコ、毒キノコがあり、コイン袋は着地するとばら撒かれるが、着地する前の袋の状態で入手すればコイン10個分である。キノコを取るとスピードアップし、毒キノコを取るとスピードダウンする。スターを取ると無敵になりスターを持っていない敵に当たると弾き飛ばせるだけでなく、入手した地点でコイン10枚を得られ、弾き飛ばすと多くコイン10枚を奪って更にコイン10枚をばら撒かせるという効果がある。また、頭上からドッスンが落ちてくることもあり、踏み潰されると、多くのコインを失う。制限時間60秒（1人プレイのスペシャルレベルは90秒）で一番多くのコインを取ったプレイヤーの勝利となる。
マリオグランプリ
上記のゲームを全てやり、勝つたびにポイントがもらえる。1位：10ポイント、2位：6ポイント、3位：3ポイント、4位：0ポイントが貰え、最終ゲームはポイントが倍になる。最終的に多くのポイントをとった人の勝ち。

## スーパーマリオスタジアム ファミリーベースボール
『スーパーマリオスタジアム ファミリーベースボール』（Mario Super Sluggers）は、2008年6月19日に任天堂から発売されたWii用野球ゲーム。前作『スーパーマリオスタジアム ミラクルベースボール』に引き続き、バンダイナムコゲームスとナウプロダクションが開発を担当。アメリカでは同年8月25日に発売された。

### 概要
任天堂カンファレンス 2007.秋にて発表され、2008年6月19日に発売された。前作の登場キャラに加えて、多数の新キャラが登場する。前作では2人までのプレイしかできなかったが、本作では協力、妨害、応援など、多人数同時プレイが可能になった。Wiiリモコンを使った直感操作も可能。また、Miiにも対応しているため、コナミの『実況パワフルプロ野球Wii』などと同様、Miiを選手として出場させることもできる。

### ゲームモード
ある程度ゲームを進めると「夜」モードにできる。スタジアムがナイター仕様になるほか、夜のときにしか遊べないミニゲームやスタジアムも存在する。

#### エキシビジョン
自由な組み合わせで試合ができる。色違いのキャラクターは複数選択できるようになった。

#### チャレンジ
ピーチ姫が建設したベースボールアイランドにマリオ達が招待されたが、そのベースボールアイランドをクッパJr.率いるクッパ軍団によって乗っ取られた。そのクッパ軍団に対抗するため、仲間を集めていくアドベンチャーモード。島中に仕掛けられた数々の複雑な謎を解き、ミッションをこなしていくことでキャラクターを仲間にできる（クッパ軍団のメンバーと対戦するミッションが発動することもある）。最後に待ち受けるクッパ軍団に勝利すればベースボールアイランドを取り戻すことができる。

#### ミニゲーム
ゲーム中の各操作を使用したミニゲームがプレイできる。
会場となる球場に(限定)と付いているものは、球場そのものが昼夜どちらかでしか使用できないことを表す。
はなび（マリオスタジアム・夜）
ホームラン競争。基本的なルールは前作と同じ。スロットに「うちわけ」が追加されており、これで指定された方向に打つことができれば50ptsのボーナスが入る。
1人プレイ時は10球以内に指定された得点を超えればクリア。スペシャルレベルでは10球で得られる得点を競う。10球ノーミスだと延長戦に入るが、前作とは異なり、ミスするまで続く。
複数人対戦時はスロットに「おじゃま」が追加され、該当者は打ったボールを打ち落とすことができる（ボールが当たると、打ったプレイヤーではなく当てたプレイヤーに得点が入る）。1人3球×2ターンで最も得点を取ったプレイヤーが勝利となる。
アイスブロックショット（ピーチリンク・夜）
前作の「ブロックショット」と基本的なルールは同じ。ただし今回は4人同時にプレイする。前作のレンガブロックがアイスブロックに、♪ブロックがハートマークのジャストブロックに変更されている。
また、緑色のシャインブロックが追加されている。4人全員が横一列にシャインブロックが並んだ時にスポットライトが点き、一番早く丁度シャインブロックまで壊したプレイヤーにボーナスポイントが加算される。
前作とは異なり、丁度クッパブロックで止めると-50ptsとなる。制限時間60秒で一番多くのポイントを取ったプレイヤーが勝利となる。
ジュエルキャッチャー（ワリオシティ・昼）
大砲から飛んでくる宝石をキャッチするゲーム。宝石の色で得点と難易度が変わる。ただし、発射されるおじゃまアイテムに当たったり、取り逃すとミスとなる。
白い宝石はホームランの軌道で飛んでくるので、なかよしジャンプでないと取れない。1人プレイでは10球以内に指定された得点を超えればクリア。
スペシャルレベルでは10球で得られる得点を競う。2人 - 4人プレイでは3球×2ターンで最も得点を稼いだプレイヤーの勝利となる。なお、2人 - 4人プレイでは宝石が発射される前に、おじゃまアイテムとそれを発射する人物が決められる。
バレルクラッシュ（DKジャングル・昼）
前作の「バレルヒッター」と基本的なルールは同じ。ただし今作では任意のタイミングでボールのトスが可能となった。
また、新たに「ボムへい」が登場し、破壊した時点で画面に出ている全てのタルを破壊することが可能。2人 - 4人プレイではおじゃまアイテムの代わりに木の枝が発射でき、それでタルの場所を変えられる。
1人プレイでは時間内に指定された得点を超えればクリア。2人 - 4人プレイでは2ターン終了時点で最も得点が高いプレイヤーの勝利となる。ただし1人プレイの場合、プレイヤーの前にはガードウォールが設置されており、タルを破壊することができないとこの壁が壊されていき、プレイヤーにタルが接触した時点で即終了となる。
パックントロッコ（ヨッシーパーク・昼）
4人同時にプレイする。自分の前に土管型のトロッコに乗ったパックンフラワーが登場、徐々に迫ってくる。迫ってくる時に首を傾けるので、首の位置に応じたボールを投げれば得点、同時にトロッコを奥に押し戻すことが可能。
なお、位置と違うボールを投げると押し戻せず、得点も増えない。また、得点するたびにスペシャルゲージがたまり、満タンになると全てのパックンに攻撃を当てるスペシャルボールが放てる。
制限時間内で一番多くの得点を取ったプレイヤーが勝利となる。
キャッスルピンボール（クッパキャッスル（夜限定））
転がってくる鉄球をピンボールの要領で打ち返す。フィールドには障害物が設置されており、鉄球を当てるとポイントが入る。
また、画面奥にはスロットがあり、止まった絵柄によって様々な効果を発揮する。2人 - 4人プレイでは1人が打席に、残りの3人が守備位置に立ち、3人側はアタックで鉄球を跳ね返す事が可能だが、鉄球に当たるとポイントを失う。1人プレイでは制限時間内に指定されたポイントを超えればクリア。
2人 - 4人プレイでは2ターンで最もポイントを取ったプレイヤーが勝利となる。
ゴーストショット（ルイージマンション（夜限定））
4人同時にプレイする。登場するオバケにボールを当てれば得点。あらかじめ決められている自分の色と同じオバケにボールを当てればより多くの得点がもらえる。
時々出てくるオレンジのオバケは何回もボールを当てれば倒す事が可能だが、その際にとどめをさした人物がボーナスポイントをもらえる。なお、真ん中に現れるピンクのオバケはスターかボム兵を持っており、スターを取ると一定時間、どの色のオバケにボールを当てても高い得点がもらえるが、ボム兵を取るとタイムロスとなる。
制限時間内で最も得点を取ったプレイヤーの勝利となる。
ワイルドゲッソー（デイジーシップ・昼）
フィールド内に散らばるコインを走塁の操作で集めていき、最後に獲得コインの最も多いプレイヤーの勝利。フィールド中央にはボスゲッソーがおり、プレイヤーを踏みつぶしにかかったり、進路を塞いだりしてくる。
スーパースターを取ると無敵になり、速度も少し上がる。
まほうのラクガキ（クッパJr.ルーム（昼限定））
フィールド内に現れる宝箱から筆を取得し、フィールド内にもっとも落書きをしたプレイヤーが勝利となる。筆はひとつだけなのでアタックなどで奪う必要がある。
筆で囲いを描き、囲いの中でジャンプすれば囲いの中が塗りつぶされ高得点。宝箱からは巨大化するキノコや無敵化するスーパースターの他、妨害キャラクターとしてワンワンが登場する。
マリオグランプリ（エントランス）
すべてのミニゲームのスターレベルをクリアすると出現。ランダムで選ばれる5つのミニゲームをプレイし、最も高得点のプレイヤーが勝利。
ミニゲームは全てスターレベル相当の内容になり、はなび、キャッスルピンボール、バレルクラッシュは一人プレイでも対戦ルールになる。

#### トイフィールド
野球盤のようなフィールドでコインを稼ぎ、最終的に最も稼いだプレイヤーが勝利者となる一風変わった野球ゲーム。

#### トレーニング
操作の基本を練習することができる。

### 登場キャラクター
前作と異なり、キャラクターはタイプ別に分類されておらず、投打の左右変更が不可能。前作登場したキャラはすべて最初から使用できる。
なお、チーム名はキャプテンが誰であるかのみによって決まり、残り8人のメンバーは関係ない。
登場するスタジアムはチャレンジモードでのもの。

#### キャプテン
（）は、そのキャラクターをキャプテンとしたときのチーム名。
スペシャル技に説明がないものは、（名前が違っていても）前作と同じ。
マリオ （マリオファイアボールズ）
スペシャルショット：ファイアショット
スペシャルボール：ファイアボール
ルイージ （ルイージナイツ）
スペシャルショット：たつまきショット（竜巻を纏ったボールを打つ。軌道上の相手野手は怯み、内野線を越えたあたりで通常のボールに戻る）
スペシャルボール：たつまきボール（竜巻を纏った蛇行する軌道のボールを投げる）
ピーチ （ピーチロイヤルズ）
スペシャルショット：ハートショット（打球方向の相手野手を魅了し、短時間動けなくする。ただし、デイジー・ベビィピーチ・ベビィデイジー・キノピコ・マーレ・キャサリン・ディクシーコング・タイニーコングには効果がない）
スペシャルボール：ハートボール
デイジー （デイジーフラワーズ）
スペシャルショット：フラワーショット（打球の落下地点に花壇が現れ、その中に相手野手は入れなくなる。ただし、花壇が完成する前に踏み込まれた相手には効果がなく、構えていれば捕られる。さらに、パタパタのように浮いているキャラクターは花壇が完成しても効果がない）
スペシャルボール：フラワーボール（スペシャルショット以外の、どんな打ち方で打ち返されても必ず内野フライになる。この時に花びらが散るエフェクトが現れる）
ヨッシー （ヨッシーエッグス）
スペシャルショット：たまごショット
スペシャルボール：レインボーボール（投球の軌道に虹が現れ、見えにくくする。ボールは打者に到達する直前に雨粒が飛び散るエフェクトが現れる）
キャサリン （キャサリンリップス）
スペシャルショット：キャノンショット（打球に先行してタマゴが飛んでいく。命中した相手野手は怯むが、一度でも当たると消滅する）
スペシャルボール：すいこみボール（口から吐き出したボールを一旦吸い戻してから打者に到達する）
ドンキーコング （DKワイルズ）
スペシャルショット：バレルショット（樽を纏ったボールを打つ）
スペシャルボール：バレルボール（樽を纏ったボールを投げる。打ち返されても凡打になりやすい）
ディディーコング （ディディーモンキーズ）
スペシャルショット：バナナショット
スペシャルボール：バナナボール
ワリオ （ワリオマッスルズ）
スペシャルショット：ボムへいショット（ボム兵を纏ったボールを打つ。おじゃまアイテムのものと違い、着地したあるいは相手野手が捕ろうとした時点で爆発する）
スペシャルボール：インチキボール
ワルイージ （ワルイージスマーツ）
スペシャルショット：スネークショット（実際とは違う方向に飛んでいるように見える打球を放つ。すぐに通常の軌道に戻る。例えば、一二塁間に飛んでるのかと思ったら二遊間だった等）
スペシャルボール：ウソツキボール（巨大なボールのような幻覚を見せて投げる。途中で通常に戻る）
クッパ （クッパモンスターズ）
スペシャルショット：ブレスショット（打球方向を中心とした3方向にファイアボールを放つ。おじゃまアイテムのものと似ているが、3つの火球の方向が扇状に開いている）
スペシャルボール：キラーボール
クッパJr. （クッパJr.ルーキーズ）
スペシャルショット：ラクガキショット（打球の落下地点に守備陣が怯む効果のあるペイントをばらまく。ペイントが落ちた後に構えた野手には捕られる）
スペシャルボール：ラクガキボール（打者の視点にペイントをばらまいて、ボールを見えなくする）

#### サブキャラクター
※は隠しキャラで、チャレンジモードで加入させると使用可能。

##### マリオスタジアムで登場
- あおモンテ（あかモンテ、きいろモンテ）
- あおマーレ（あかマーレ、みどりマーレ）
- チョロプー
- ベビィマリオ
- ベビィルイージ
- ゲッソー ※

##### ピーチリンクで登場
- あかキノピオ（あおキノピオ、きいろキノピオ、みどりキノピオ、むらさきキノピオ）
- キノピコ
- キノじい
- ボスパックン
- ベビィピーチ ※
- ベビィデイジー ※

##### ヨッシーパークで登場
- ヘイホー（あおヘイホー、きいろヘイホー、みどりヘイホー、くろヘイホー）
- ヨッシー(緑以外)（あかヨッシー、あおヨッシー、きいろヨッシー、みずいろヨッシー、ピンクヨッシー） ※
- ハナチャン ※

##### DKジャングルで登場
- ディクシーコング
- ファンキーコング ※
- タイニーコング ※
- ベビィDK ※
- クリッター（レッドクリッター、ブルークリッター、ブラウンクリッター） ※
- キングクルール ※

##### ワリオシティで登場
- クリボー
- パタクリボー
- ノコノコ（あかノコノコ）
- パタパタ（みどりパタパタ）
- テレサ
- キングテレサ

##### クッパキャッスルで登場
- カロン（グリーンカロン、ブラッディカロン、ブルーカロン）
- カメック（あかカメック、きいろカメック、みどりカメック）
- ハンマーブロス（ファイアブロス、ブーメランブロス）

##### その他
- Mii

### 球場
マリオスタジアム
障害物が一切存在しないシンプルなステージ。
ピーチリンク
フィールド全体が凍っていて滑るステージ。フリーザーに当たると動けなくなる。
BGMは『スーパーマリオ64』のお城の中のBGMのアレンジ。
ヨッシーパーク
遊園地のステージ。土管や列車が登場する。列車の中にボールが入ると、なんとホームランになる(バウンドしてから入るとエンタイトルツーベース)。
BGMは『ヨッシーストーリー』のテーマ曲のアレンジ。
ワリオシティ
都会のステージ。打球の方向を変える標識や水が飛び出すマンホールが登場する。
DKジャングル
ジャングルのステージ。ステージ上にはタルが転がる。外野には花があり、花粉は昼と夜とで野手に与える効果が変わる。
BGMはスーパードンキーコングのメインテーマ「Donkey Kong Island Swing」のアレンジ。
ルイージマンション（隠し、夜のみ）
マンションのステージ。ボールが見えにくくなっている。フィールドのお墓がボールなどで壊されるとオバケが野手を妨害する。
BGMはルイージマンションのテーマのアレンジ。
デイジーシップ（隠し）
豪華客船のステージ。夜にはボスゲッソーが登場する。
クッパJr.ルーム（隠し、昼のみ）
おもちゃ箱のステージ。ワンワンやキラーが登場する。
クッパキャッスル（隠し、夜のみ）
お城のステージ。ボム兵を投下するボムキングや炎を出すクッパの像が登場する。
BGMは『New スーパーマリオブラザーズ』のお城のBGMのアレンジ。

### なかよし
前作にもあった「相性」に関するシステムだが、今作では新要素が追加されている。
ただしバランス調整のためなのか、前作で「なかよし」だった組み合わせが削除（「ふつう」に格下げ）され、逆に一部の「ふつう」だった組み合わせが新しく「なかよし」になった。

#### おじゃまアイテム
打撃の際、現打者と次打者がなかよし同士だと使用可能。相手守備陣にエラーを誘発させるアイテムを打球の周辺に発射する（1つだけ例外）。マリオカートシリーズのようにルーレットでアイテムが選択されるが、リールを任意のタイミングで止めることはできず、投球が投手からリリースされた瞬間に止められる。また、アイテムの効果は相手野手だけでなく走者（打者走者含む）にも現れるため、注意が必要。アイテムを使用できるタイミングは打球が飛び始めてから最初に相手野手が捕球するまで。
名前の末尾に※が付いたアイテムは、チャレンジモード内で発見した後で使用可能。
カメのこうら
打球の周辺に亀の甲羅を転がして攻撃する。
バナナのかわ
打球の周辺にバナナの皮を正五角形の並びでばら撒く。相手は直撃するか、落ちているものに触れると転倒する。
ボムへい
打球の周辺にボム兵を投げ付け、着地して少し時間が経ったあと爆発する。
POWブロック ※
アイテムの着地点周辺に衝撃波を与え、相手を怯ませる(ただし、パタパタのように浮いているキャラクターだと直撃しない限り効果が無い)。但し相手野手や球場の仕掛けに直撃した場合、衝撃波は起きない。
カメのこうら・バナナのかわ・ボムへい・POWブロックは、タックルするか送球・打球が当たるとダメージを受けずに排除できる。
ファイアボール ※
打球の周辺に、山なりに跳ねるファイアボールを投げつける。相手に直撃したときの挙動はマリオのスペシャルショット等と同じ。
カメのこうら・POWブロック・ファイアボールは、守備の場合に限りジャンプすると回避できる。
ミニテレサ ※
打球の姿を消す。相手野手がCOMプレイヤーの場合は打球を追うのを一旦止める。このアイテムのみ、フェンスに当たるまでしか使用できない。

#### なかよしそうきゅう
守備の際、打球に向かってタックルすると一番近くの味方にボールをトスする。それをノーバウンドでキャッチし、その2人がなかよし同士だと非常に速い球速で送球することができる。成功した場合、トスを受けた側の味方が送球をするストップモーションの演出が入る。

#### なかよしジャンプ
外野守備の際、なかよし同士の外野手2人で片方がもう片方をタイミング良く大ジャンプさせることにより、ホームラン性の打球を捕球することができる。なかよしジャンプが発動できたからといって捕球できるとは限らず、捕球失敗の際は届かなかったストップモーション演出が入ってからホームランとなることがある。
本作はこれがかなり重要なアクションであるが故、中堅手と左翼手・右翼手がなかよしである必要がある。そのため、外野守備陣のメンバー・位置がかなり制約される。メンバー選定で、守備オーダーがランダム決定される際に走力の低い選手が中堅手に配置される場合があるのもこれが理由。